# Muhammet Reis
Muhammet Reis (sinh 27 tháng 10 năm 1984 in Trabzon, Thổ Nhĩ Kỳ) là một cầu thủ bóng đá Thổ Nhĩ Kỳ, hiện đang thi đấu ở vị trí tiền vệ cho Giresunspor.
Anh từng thi đấu cho Thổ Nhĩ Kỳ tại Đại hội Thể thao Địa Trung Hải 2005.